# San Antonio del Estrecho
San Antonio del Estrecho ist die Hauptstadt der Provinz Putumayo in der Region Loreto im äußersten Norden von Peru. Die Stadt ist auch Verwaltungssitz des Distrikts Putumayo. Die Stadt hatte beim Zensus 2017 3056 Einwohner, 10 Jahre zuvor lag die Einwohnerzahl bei 2902.
Die Stadt San Antonio del Estrecho liegt auf einer Höhe von 116 m im peruanischen Amazonastiefland am rechten Flussufer des Río Putumayo. Dieser bildet die nördliche Staatsgrenze von Peru zu Kolumbien. San Antonio del Estrecho liegt knapp 160 km nordnordöstlich der Regionshauptstadt Iquitos.